# Fortel-en-Artois
Fortel-en-Artois – miejscowość i gmina we Francji, w regionie Hauts-de-France, w departamencie Pas-de-Calais.
Według danych na rok 1990 gminę zamieszkiwało 181 osób, a gęstość zaludnienia wynosiła 31 osób/km² (wśród 1549 gmin regionu Nord-Pas-de-Calais Fortel-en-Artois plasuje się na 1028. miejscu pod względem liczby ludności, natomiast pod względem powierzchni na miejscu 608.).